# 우리 형
《우리 형》(2004년)는 부산 토박이이자 영화 《친구》의 조감독 출신인 안권태 감독의 첫 데뷔작으로 원빈, 신하균이 주연을 맡은 영화이다. 신하균과 원빈이 형제로, 중년 연기자 김해숙이 어머니 역할로 출연한 바람 잘 날 없는 연년생 형제의 갈등과 화해를 그린 감성 드라마이다.원빈의 인기를 힘입어 2005년 5월 일본내에 개봉되었다.

## 등장 인물
- 원빈 - 김종현 역
- 신하균 - 김성현 역
- 김해숙 - 어머니 역
- 이보영 - 미령 역
- 정호빈 - 영춘 역
- 조진웅 - 두식 역
- 김종만 - 단추구멍 역
- 김광규 - 담임 선생님 역
- 김석 - 어린 김종현 역
- 김태우 - 어린 김성현 역
- 김홍균 - 어린 두식 역
- 김정태 - 쫄바지 역 (특별출연)

## 제작진
- 감독: 안권태
- 각본: 안권태
- 제작사: (주)진인사필름
- 원작: 임영윤
- 배급사: CJ엔터테인먼트(주)
- 프로듀서: 정회석
- 기획: 이성찬
- 제작: 이성찬